# Бугучу
Бугучу (кирг. Бугучу) — село в Кочкорском районе Нарынской области Кыргызстана. Входит в состав Кум-Дебенского айылного аймака.

## География
Село расположено в северо-восточной части области, на левом берегу реки Кочкор, на расстоянии приблизительно 16 километров (по прямой) к западу от села Кочкорки, административного центра района. Абсолютная высота — 1916 метров над уровнем моря.

## Население
Согласно оценочным данным Национального статистического комитета Кыргызской Республики, численность населения села на начало 2023 года составляла 1207 человек.
| год     | 2009 | 2014 | 2015 | 2020 | 2021 | 2023 |
| ------- | ---- | ---- | ---- | ---- | ---- | ---- |
| человек | 816  | 1003 | 1018 | 1078 | 1097 | 1207 |